# Lazer, Hautes-Alpes

Le Bersac este o comună în departamentul Hautes-Alpes, Franța. În 1 ianuarie 2022 avea o populație de 336 de locuitori.